# Klorakne
Klorakne är en långvarig akneliknande hudinflammation i ansiktet med blåsor och ärrbildningar som följd. Tillståndet beror på förgiftning med klorerade aromatiska kolväten, till exempel dioxiner, DDT eller polyklorerade bifenyler. Kända fall av klorakne är Viktor Jusjtjenko och de som orsakades av Sevesokatastrofen.